# Reichsmarkstraße (Dortmund)
Bei der Reichsmarkstraße handelt es sich um eine historische Straße im Dortmunder Stadtteil Syburg, die von Norden nach Süden das westliche Wannebachtal durchquert.
Der Name Reichsmark bezieht sich auf eine dem Reich zugehörige Gemarkung mit dem nahe gelegenen Reichswald. Als Papst Leo III. 799 nach Syburg kam, um dort den Petersbrunnen zu weihen, soll seine Anreise über den Kirchweg erfolgt sein, der später den Namen Syburger Weg trug. Der Syburger Weg wurde 1905 in Dortmunder Straße, und im Rahmen der Gemeindeneuordnung 1929 in Reichsmarkstraße umbenannt.
Seit 799 ist Syburg Pilgerstätte, denn bis 1589 befanden sich auch die Reliquien der heiligen Barbara in der Syburger Kirche, bevor sie in die Schatzkammer des Kölner Doms verbracht und 1802 nach Spanien verkauft wurden. 
Die Prozession zog stets am Tage des Heiligen Markus (25. April) von der Reinoldikirche über Hörde und den Niederhofer Wald, durch das Wannebachtal und die Reichsmarkstraße zur Kirche St. Peter (früher Widukind-Kirche) in Syburg. 1297 brannte die Stadt Dortmund bis auf die Grundmauern nieder, weil sich die meisten Bewohner anlässlich der Prozession in Syburg aufhielten.
Im 14. Jahrhundert bildeten die Reichsmark und damit auch die spätere Reichsmarkstraße den Versorgungsmittelpunkt des Reichshofes Westhofen. Hier wurden Bäume für den Hausbau geschlagen, Torf gestochen und Getreide angebaut. Später, im 16. Jahrhundert, wurde in einer Kleinstzeche in der nördlichen Reichsmark Kohle abgebaut und über diesen Weg (spätere Reichsmarkstraße) zur Lenne gebracht, über die sie flussaufwärts als Brennmaterial für Schmiedewerkstätten verschifft wurde.
Im 19. Jahrhundert befand sich ein Spritzenhaus am südlichen Ende der heutigen Reichsmarkstraße. Das Löschwasser wurde aus Teichen des Gutes Reichsmark (heute Golfplatz) am nördlichen Ende der Straße geholt. Das Spritzenhaus zog dann vorübergehend auf den Syberg. 1956 wurde die neue Feuerwache in der Reichsmarkstraße bezogen, in der bis heute der Löschzug 14 der Freiwilligen Feuerwehr seinen Aufgaben nachkommt.
Eine Gedenktafel erinnert daran, dass Kaiser Wilhelm II. am 10. August 1909 über die Dortmunder Straße bzw. Reichsmarkstraße anreiste, um an den Feierlichkeiten anlässlich des 300-jährigen Jubiläums der Vereinigung der Grafschaft Mark und der Grafschaft Ravensberg mit Brandenburg-Preußen am Kaiser-Wilhelm-Denkmal teilzunehmen.
Seit der Besiedlung Syburgs diente die heutige Reichsmarkstraße den Bauern, Händlern, Steinbrüchen und Kleinzechen als Transportweg und erlangte damit regionale Bedeutung. In historischen Kirchenschriften wird mehrfach ausdrücklich auf die Funktion als Leichentransportweg hingewiesen.
Von Oktober 2007 bis Juni 2008 wurde der südliche Teil der Reichsmarkstraße umfangreich saniert und hat dadurch ihren dörflichen Charakter verloren.
Koordinaten: 51° 25′ 50,4″ N, 7° 28′ 53,2″ O